# シオネ・タプオシ
シオネ・タプオシ（Sione Tapu'osi、2002年7月1日 - ）は、オーストラリア出身のラグビーユニオンの選手。

## 略歴
ナッジカレッジ卒業後、キャンベラ・レイダース、パラマタイールズを経て、2022年、コベルコ神戸スティーラーズに加入。
2024年6月、東京サントリーサンゴリアスに入団。
2025年6月、東京サントリーサンゴリアスを退団した。